# Кетрін Торнтон
Кетрін Раян Корделл Торнтон (англ. Kathryn Ryan Cordell Thornton; нар. 17 серпня 1952, Монтгомері, Алабама) — американська жінка-астронавт і фізик. Зробила 4 космічних польоти (1989, 1992, 1993, 1995), провела 975 годин на орбіті і 21 годину у відкритому космосі.

## Освіта та організації
- Auburn University (B. S., physics, 1974)
- University of Virginia (Mast., physics, 1977)
- University of Virginia (Doct., physics, 1979)
- Max Planck Institute for Nuclear Physics (Postdoctoral Fellowship)
- Member of the American Physical Society
- Associate Dean for Graduate Programs in the University of Virginia School of Engineering and Applied Science (1996).
- Director of UVA's Center for Science, Mathematics, and Engineering Education.

## Наукова діяльність
У 1977 році отримала ступінь магістра з фізики, а у 1979 році — доктора філософії з фізики в Університеті Вірджинії. Після здобуття докторського ступеню отримала пост-докторську стипендію НАТО на продовження досліджень в Інституті ядерної фізики ім. Макса Планка в Гейдельберзі, Німеччина. У 1980 році вона повернулася до Шарлоттсвіля, штат Вірджинія, де працювала фізиком у науково-технологічному центрі армії США.

## Кар'єра в НАСА
- У НАСА з 1984 року, астронавтом стала у липні 1985 року.[2] Її технічні завдання включали перевірку польотного програмного забезпечення в лабораторії SAIL. Учасниця чотирьох космічних польотів, провела більше 975 годин у космосі, включаючи більше 21 годин у відкритому космосі. Залишила НАСА 1 серпня 1996 року.

## Космічні польоти

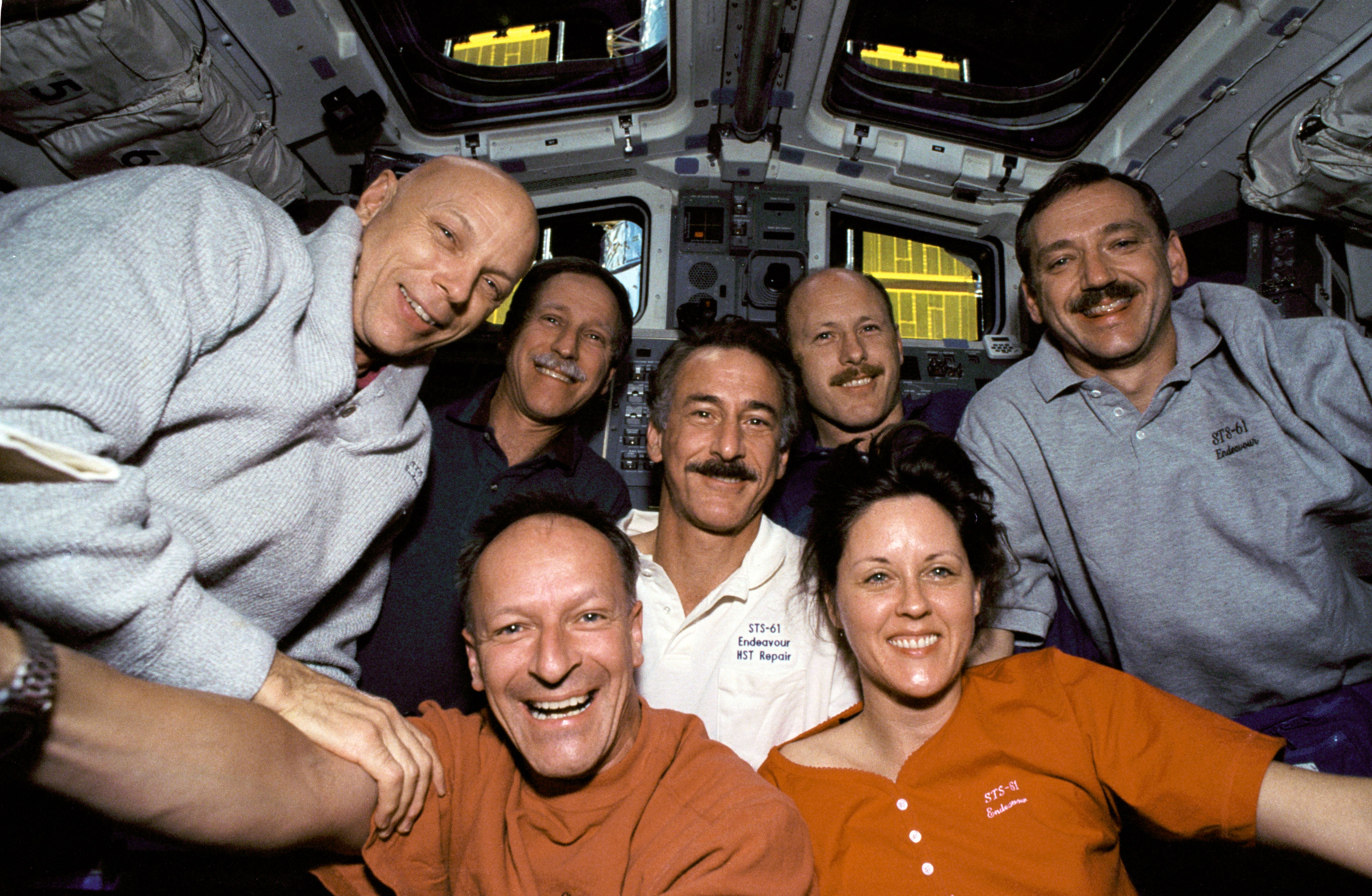
Члени екіпажу місії STS-61. Зліва направо F. Story Musgrave, Richard O. Covey, Claude Nicollier, Jeffrey A. Hoffman, Kenneth D. Bowersox, Kathryn C. Thornton and Thomas D. Akers

- Кетрін Торнтон стала 223-му людиною в космосі, 133-му астронавтом США та 12-ю жінкою, яка здійснила орбітальний космічний політ.
- 23 листопада 1989 : Discovery STS-33
- 7 травня 1992 : Endeavour STS-49
- 2 грудня 1993 : Endeavour STS-61
- 20 жовтня 1995 : Columbia STS-73
- Емблеми місій:

## Особисте життя
Торнтон одружена зі Стівеном Т. Торнтоном. У неї два пасинки: Кеннет і Майкл Торнтон, а також три дочки: Керол Гуд, Лора Торнтон і Сьюзан Торнтон. У вільний час вона любить кататися на лижах і займатись підводним плаванням.